# Sopracornola
Sopracornola (Sucòrnula in dialetto bergamasco, Suracornula in dialetto lecchese), è una località della Lombardia in provincia di Lecco (fino al 1992 provincia di Bergamo), dal 1928 con Lorentino frazione del comune di Calolziocorte, da cui dista circa 2 km.

## Geografia fisica

### Territorio
L'area geografica di Sopracornola copre una superficie di circa 9 km² ed è situato a 596 metri s.l.m. Sorge su una collina della Valle San Martino sopra le frazioni di Favirano e Sala. L'area del paese è molto boschiva, ma sono presenti anche pascoli e un gran numero di orti vicino al centro abitato.
Dal punto di vista sismico Sopracornola presenta un rischio molto basso ed è stata classificata come il comune zona 4 (bassa sismicità).

### Clima
Il clima di Sopracornola è quello caratteristico delle zone di bassa montagna, caratterizzato da inverni freddi e abbastanza rigidi ed estati fresche; la piovosità si concentra principalmente in autunno e in primavera. Il paese appartiene alla zona climatica E. A Sopracornola è presente anche una stazione meteorologica.

## Origini del nome
L'origine del toponimo Sopracornola, di epoca medievale, deriva dalla sua posizione posta sopra un promontorio, in latino chiamato cornu.

## Storia
La prima testimonianza di questa denominazione la ritroviamo nel nome del primo abitante di questa località, Petrus Ioannis Gualdrici de Supercornulla censito nel 1330.
I confini all'interno del comune di Lorentino vengono stabiliti solo il 10 maggio 1456. Sopracornola nasce come parte di Lorentino fino al 1428 sotto il comune di Bergamo per poi passare alla Repubblica di Venezia.
Il 20 giugno 1538 nasce il comune di Sopracornola guidato dai due sindici Geronimo Forella e Giovannino del fu Martino Bonaiti. Tra il 1590 e il 1642 il comune ritorna ad essere parte di Lorentino per poi ritornare autonomo fino al 1796, data di unione con il vicino comune di Lorentino. Nel 1797 dopo la caduta di Venezia Lorentino diventa comune della Repubblica Cisalpina. Il 28 giugno 1804 a Lorentino viene anche unita Moioli andando a formare un comune con 350 abitanti, nella Sonna in provincia di Bergamo.
Il 22 marzo 1816 viene inviata una lettera da alcuni rappresentanti dei sopracornolesi all'Imperial Regia Delegazione affinché Sopracornola torni ad essere indipendente da Lorentino, ma il 14 agosto dello stesso anno la richiesta viene negata. Lorentino insieme a Sopracornola rimane autonoma fino al 1928 quando a causa di un decreto di Vittorio Emanuele III il comune va ad accorparsi con quello di Calolziocorte nel quale oggi sono presenti le due frazioni distinte di Lorentino e Sopracornola.

## Società

### Lingue e dialetti
Oltre alla lingua italiana, a Sopracornola non sono ufficialmente riconosciute altre lingue. Si parla una declinazione del dialetto lombardo orientale chiamato anche dialetto orobico appartenente al ceppo linguistico gallo-italico.

### Religione
La principale confessione religiosa a Sopracornola è quella cattolica. La frazione appartiene alla Diocesi di Bergamo quindi la liturgia differisce da quella tipica della maggior parte del mondo cattolico in quanto in città si segue il rito ambrosiano, come in buona parte dell'arcidiocesi di Milano.

## Infrastrutture e trasporti

### Strade
La frazione è collegata a Calolziocorte da una via costruita recentemente e a Carenno da via Papa Giovanni XXIII, inaugurata nel 1967 dopo essere stata proposta nel 1956 affinché sostituisse la mulattiera ottocentesca presente.